# Remind Me to Forget
Remind Me to Forget is een nummer van de Noorse dj Kygo uit 2018, ingezongen door de Amerikaanse zanger Miguel. Het is de derde single van Kygo's tweede studioalbum Kids in Love.
Remind Me to Forget werd een hit in Europa. In Kygo's thuisland Noorwegen behaalde het nummer de tweede positie. Ook in de Nederlandse Top 40 en de Vlaamse Ultratop 50 werd het nummer een top 10-hit.